# Großsteingrab Verchen
Das Großsteingrab Verchen war eine megalithische Grabanlage der jungsteinzeitlichen Trichterbecherkultur bei Verchen im Landkreis Mecklenburgische Seenplatte (Mecklenburg-Vorpommern). Es wurde 1830 zur Gewinnung von Baumaterial zerstört.

## Lage
Das Grab befand sich auf dem Brandberg, östlich des Gutshofs zwischen dem Vorder- und dem Hinterteich.

## Beschreibung
Das Grab bestand aus sechs Steinen. Der Boden der Grabkammer bestand aus Sand. Über Maße und Ausrichtung liegen keine Informationen vor. Der Grabtyp lässt sich nicht sicher bestimmen. Ewald Schuldt und Hans-Jürgen Beier ordnen die Anlage als Megalithgrab unbekannten Typs ein, in der Landesdenkmalliste wird sie als erweiterter Dolmen geführt. Über Bestattungsreste ist nichts bekannt. An Grabbeigaben wurde ein Keramikgefäß („Urne“) gefunden.

## Weblink
- KLEKs online: Großsteingrab Verchen